# Vladimir Govorov
Vladimir Leonidovich Govorov (em russo: Влади́мир Леони́дович Го́воров; Odessa, RSS da Ucrânia, URSS, 18 de outubro de 1924 - Moscou, Rússia, 13 de agosto de 2006)  foi um militar soviético, General do Exército e agraciado com o título de Herói da União Soviética em 1984 por ocasião de seu sexagésimo aniversário.

## Biografia
Vladimir Govorov nasceu em 18 de outubro de 1924, na cidade de Odessa, em uma família russa,  filho do futuro Marechal da União Soviética Leonid Govorov.
Em 1938, aos 14 anos de idade, ele e um colega da escola tentaram fugir para a Espanha com o objetivo de lutar ao lado do Exército Republicano durante a Guerra Civil Espanhola. Eles escaparam de casa e viajaram de Moscou até Tuapse, onde embarcaram clandestinamente em um navio com destino à Espanha, sendo descobertos já em alto-mar.
Em 1942, Vladimir concluiu a 2ª Escola de Artilharia Especial de Moscou.

### Grande Guerra Patriótica
Em junho de 1942, foi convocado para o Exército Vermelho. No ano seguinte, concluiu seus estudos na Escola de Artilharia de Riazan.
A partir de outubro de 1943, passou a combater nas frentes da Grande Guerra Patriótica. Atuou como comandante de pelotão de fogo e, posteriormente, de uma bateria de artilharia no 267º. Regimento de Artilharia da Guarda, subordinado à 19.ª Brigada de Artilharia Pesada da Guarda, nas frentes de Leningrado e da 2ª Frente Báltica.
Participou da defesa de Leningrado, das ofensivas soviéticas no Báltico e do cerco ao agrupamento inimigo na Curlândia. Foi ferido em combate e condecorado com a Ordem da Guerra Patriótica de 2ª classe.

### Carreira pós-guerra
Em 1946, Govorov concluiu a Escola Superior de Oficiais de Artilharia, após o que assumiu o comando de um batalhão de artilharia.
Em 1949, ao concluir a Academia Militar M. V. Frunze, foi destacado para o Oblast de Kaliningrado (Distrito Militar Báltico), onde atuou como subcomandante de um regimento mecanizado. A partir de 1952, assumiu o comando desse mesmo regimento, integrado ao 11.º Exército. Em 1956, foi nomeado subcomandante de divisão e, em setembro de 1958, tornou-se comandante da 57.ª Divisão de Fuzileiros Motorizados de Guardas, pertencente ao 8.º Exército de Guarda do Grupo de Forças Soviéticas na Alemanha.
Em junho de 1961, ingressou na Academia Militar do Estado-Maior Geral, que concluiu com medalha de ouro em 1963. Após a formatura, permaneceu na Alemanha Oriental, servindo como chefe do estado-maior e primeiro vice-comandante (a partir de setembro de 1963), e, a partir de 1 de julho de 1967, como comandante do 2.º Exército de Tanques de Guardas. Em 28 de maio de 1969, foi nomeado primeiro vice-comandante do Grupo de Forças Soviéticas na Alemanha.
Em junho de 1971, passou a comandar o Distrito Militar Báltico.
A partir de julho de 1972, assumiu o comando do Distrito Militar de Moscou, sendo também nomeado chefe da guarnição da capital. Durante o verão de 1972, coordenou os esforços para conter incêndios no território do Distrito Militar de Moscou, sendo o primeiro a empregar tropas de oleodutos na extinção de queimadas em áreas de turfa.

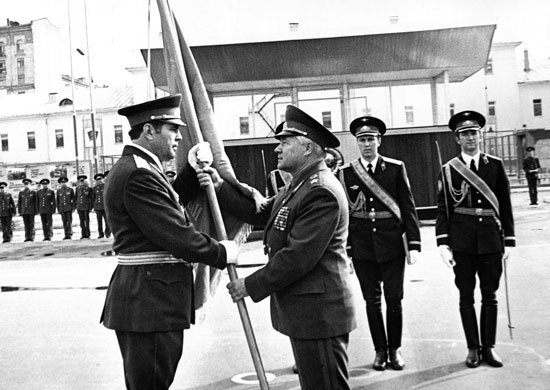
Govorov apresenta a Bandeira de Batalha ao comandante do 154º OKP, 1980

Em 28 de outubro de 1977, Govorov foi promovido ao posto de General do Exército.
Entre 1972 e 1980, e novamente em 1995, comandou os desfiles militares na Praça Vermelha, em Moscou.
Em dezembro de 1980, Govorov foi nomeado Comandante-em-Chefe das Forças do Extremo Oriente, uma enorme estrutura militar que abrangia cerca de 11 milhões de quilômetros quadrados e incluía os distritos militares Transbaikal e do Extremo Oriente, a Frota do Pacífico, além das forças soviéticas estacionadas na Mongólia. Sob sua liderança, foram coordenadas ações com os exércitos do Vietnã, Camboja, Laos e Mongólia.
Além de suas funções militares, Govorov desempenhou um papel ativo na vida político-social da região, sendo altamente respeitado e admirado. Em reconhecimento ao seu prestígio e contribuição, foi declarado cidadão honorário de Ulan-Ude.
Por decreto do Presidium do Soviete Supremo da URSS de 17 de outubro de 1984, Govorov foi condecorado com o título de Herói da União Soviética, a mais alta distinção do país, em reconhecimento à sua significativa contribuição para o aumento da prontidão de combate das tropas, sua liderança eficaz de unidades militares, bem como pela coragem pessoal demonstrada durante a luta contra os invasores nazistas na Segunda Guerra Mundial. Ele recebeu a Ordem de Lenin e a medalha “Estrela de Ouro” (nº 11.520).
Em Em 19 de junho de 1984, Govorov foi nomeado Inspetor-Geral do Ministério da Defesa da URSS e, ao mesmo tempo, Vice-Ministro da Defesa. Posteriormente, em 11 de julho de 1986, assumiu o cargo de Chefe da Defesa Civil da URSS, mantendo o posto de vice-ministro.
Nessa função, Govorov teve papel fundamental na coordenação da resposta ao acidente da usina nuclear de Chernobil, bem como na gestão das ações de emergência em outras tragédias ocorridas no território soviético. Sob sua liderança, a Defesa Civil passou por uma profunda reestruturação com foco em situações de emergência em tempos de paz, uma mudança fundamental que posteriormente serviu de base para a criação do Ministério para Situações de Emergência da Rússia (MChS).
Em 15 de agosto de 1991, Govorov solicitou sua exoneração das Forças Armadas da URSS e, por decreto do presidente Mikhail Gorbachov em 17 de agosto de 1991 (nº UP-2405), foi oficialmente dispensado do cargo de chefe da Defesa Civil. Em 1992, foi demitido.
No âmbito político, foi candidato a membro do Comitê Central do Partido Comunista da União Soviética a partir de 1976, tornando-se membro efetivo entre 1981 e 1990. Foi também deputado do Soviete Supremo da URSS: representando o Oblast de Tula na Câmara da União entre a 8ª e a 10ª legislaturas (1972–1984) e, na 11ª legislatura (1984–1989), representando a República Socialista Soviética Autônoma da Buriácia no Soviete de Nacionalidades.
Na primavera de 1989, foi eleito deputado do povo da URSS pelo círculo eleitoral nacional-territorial rural de Grozny nº 672, na República Socialista Soviética Autônoma Checheno-Inguche.

### Atividades sociais
Desde julho de 1994, Govorov foi presidente do Comitê da Organização Pública Pan-Russa de Veteranos de Guerra. A partir de 2001, tornou-se presidente do Comitê Russo de Veteranos de Guerra e Serviço Militar (RKVV). Em um curto período de tempo, ele conseguiu unificar numerosas organizações regionais de veteranos e transformar o RKVV em uma estrutura pública forte, capaz de defender os interesses dos veteranos de todas as guerras nos mais altos níveis de poder, além de intensificar o trabalho de educação patriótica militar da juventude. O RKVV manteve essa posição até o falecimento de Govorov.
Govorov foi membro da Câmara Pública da Federação Russa e participou de atividades internacionais. Ele era reconhecido como um dos líderes do movimento internacional de veteranos, evidenciado por sua eleição como vice-presidente da Federação Mundial de Veteranos de Guerra. Foi um dos organizadores da Conferência Internacional de Organizações de Veteranos de Países da Europa Central e Oriental, realizada em Moscou em 1997, onde discursou e apresentou propostas concretas para o desenvolvimento futuro do movimento de veteranos no mundo. Sob sua liderança, foram estabelecidos laços estreitos com organizações nacionais de veteranos de mais de 40 países.
Ele coordenou as atividades de preparação para a celebração dos aniversários da Grande Vitória. Durante muitos anos, foi membro do Comitê de Organização Russo “Vitória”. Em 9 de maio de 1995, comandou o desfile de veteranos na Praça Vermelha, em Moscou, dedicado ao 50º aniversário da Vitória na Grande Guerra Patriótica. Em 2000, participou do desfile da Vitória, que se tornou o último em que veteranos marcharam a pé pela Praça Vermelha.
Em 28 de junho de 2005, assinou a "Carta em apoio à sentença dos ex-dirigentes da Iukos", juntamente com outros 50 representantes da sociedade civil.
Viveu em Moscou. Faleceu em 13 de agosto de 2006. Foi sepultado no Cemitério Novodevichy.

## Patentes militares
- Major-General (06/05/1961).
- Tenente-General (25/12/1967).
- Coronel General (29/04/1970).
- General do Exército (28/10/1977).

## Prêmios
- Herói da União Soviética (17 de outubro de 1984);
- Ordem "Por Mérito à Pátria" de 3ª classe (19 de outubro de 1999) — pelos serviços à educação patriótica da juventude e grande contribuição à proteção social dos veteranos;[9]
- Ordem da Amizade (25 de novembro de 1994) — pelos altos resultados na formação de quadros militares, contribuição pessoal para o fortalecimento da amizade e cooperação entre nações e etnias, e participação ativa na educação patriótica da juventude;[10][11]
- Duas Ordens de Lenin (1980, 1984);
- Duas Ordens do Estandarte Vermelho (1967, 1972);
- Ordens da Guerra Patriótica de 1ª e 2ª classe (1944, 1985);
- Ordens "Pelo Serviço à Pátria nas Forças Armadas da URSS", 2ª e 3ª classes (1983, 1975);
- Diversas medalhas da URSS e da Rússia;

- Agradecimento do Presidente da Federação Russa (18 de outubro de 2004) — por seu trabalho frutífero e de longa data em prol do apoio social aos veteranos e da educação patriótica da juventude;[12]
- Diploma de Honra do Governo da Federação Russa (19 de outubro de 1999) — pelos serviços ao fortalecimento da defesa do país, atividade pública frutífera e por ocasião de seu 75º aniversário;[13]
- Ordem de São Dimitri Donskoi de 2ª classe (2005, Igreja Ortodoxa Russa).[14]

#### Prêmios estrangeiros
- Ordem de Mérito em Ouro "Pelos Serviços ao Povo e à Pátria" (RDA, 1970);
- Ordem de 9 de Setembro de 1944 de 1ª classe (Bulgária);
- Ordem de Sukhbaatar (República Popular da Mongólia);
- Ordem do Estandarte Vermelho de Combate (República Popular da Mongólia);
- Ordem do Mérito Milita (República Popular da Mongólia);
- Medalha "30 anos do Exército Nacional Popular" (RDA, 12/03/1986);
- Medalha "Irmandade de Armas" (República Popular da Polônia, 12/10/1988);
- Medalha "Pela Cooperação Militar" de 1ª classe (República Popular da Hungria, 20/06/1980);
- Medalha "Pelo Fortalecimento da Amizade Militar" em ouro (República Socialista da Checoslováquia, 20/03/1970);
- Medalha "40 anos da Libertação da Checoslováquia pelo Exército Soviético" (República Socialista da Cchecoslováquia, 28/03/1985);
- Medalha "40 anos da Vitória sobre o Fascismo Hitlerista" (República Popular da Bulgária, 16/05/1985);
- Medalha "100 anos da Libertação da Bulgária do jugo otomano" (República Popular da Bulgária);
- Medalha "20.º aniversário das Forças Armadas Revolucionárias de Cuba" (Cuba, 1976);
- Medalha "30.º aniversário das Forças Armadas Revolucionárias de Cuba" (Cuba, 24/11/1986);
- Medalha "50 anos do Exército Popular Mongol" (República Popular da Mongólia, 15/03/1971);
- Medalha "50 anos da Revolução Popular Mongol" (República Popular da Mongólia, 16/12/1971);
- Medalha "60 anos das Forças Armadas da República Popular da Mongólia" (República Popular da Mongólia, 1981);
- Medalha "30 anos da Vitória sobre o Militarismo Japonês" (República Popular da Mongólia, 08/01/1976);
- Medalha "40 anos da Vitória de Khalkhin Gol" (República Popular da Mongólia, 26/11/1979);
- Medalha "40 anos da Libertação da Coreia" (Coreia do Norte, 10/08/1985).

#### Títulos honorários
- Cidadão Honorário de Ulan-Ude.

## Memória
- Placa memorial no edifício do Ministério para Situações de Emergência da Rússia (MChS) em Moscou.

- Placa memorial no edifício da antiga sede do Distrito Militar de Moscou (Kosmodamianskaya Naberezhnaia, 24, Moscou).

## Literatura
- Калашников К. А., Додонов И. Ю. Высший командный состав Вооружённых сил СССР в послевоенный период. Справочные материалы (1945—1975 гг.). — Т. 1. — Усть-Каменогорск: «Медиа-Альянс», 2013. — ISBN 978-601-7378-16-5. — С.71—72.
- Военная энциклопедия в 8 томах. — М.: Военное издательство, 1994—2004. — Т. 2.
- Гражданская защита: Энциклопедия в 4-х томах / под общ. ред. В. А. Пучкова. — Т. 1: А—И. — Издание 3-е, переработанное и дополненное. — М.: ФГБУ ВНИИ ГОЧС (ФЦ), 2015. — 666 с. — ISBN 978-5-93790-128-0. — С. 354.

## Ligações
- Владимир Леонидович Говоров  (рус.). Сайт «Герои страны».
- В. Л. Говоров на «Маршал Советского Союза Л. А. Говоров. Официальный сайт семьи маршала Говорова».
- Некролог в газете «Красная звезда».